# Pycnodontiformes
I picnodonti (Pycnodontiformes) sono un gruppo di pesci ossei estinti, vissuti fra il Triassico e l'Eocene (215 – 40 milioni di anni fa). I loro resti sono stati ritrovati in Europa, Nordamerica, Asia e Australia.

## Descrizione
Di dimensioni relativamente piccole (superavano di rado i 30 centimetri di lunghezza), questi pesci erano ricoperti da scaglie ganoidi di forma romboidale. Il corpo era generalmente di forma ovale e appiattita, dal profilo particolarmente elevato. Nella maggior parte dei picnodonti, le mascelle erano dotate di varie file di denti ovali o tondeggianti, dalla superficie liscia od ornamentata, mentre la parte anteriore delle fauci era dotata di denti simili a scalpelli. Alcune specie svilupparono però morfologie aberranti: Coccodus, ad esempio, possedeva un corpo corazzato e relativamente basso, mentre Piranhamesodon possedeva denti taglienti che (come suggerisce il nome) dovevano permettere all'animale di nutrirsi di altri pesci; anche l'oscura famiglia dei Serrasalmimidae occupava probabilmente una simile nicchia ecologica. Altri picnodonti, come Gladiopycnodus, erano dotati di un lungo rostro anteriore, mentre i rappresentanti della famiglia Gebrayelichthyidae possedevano un profilo insolitamente verticale.

## Classificazione ed evoluzione
Di certo questi pesci sono considerati rappresentanti degli attinotterigi più evoluti (Neopterygii). È incerta, tuttavia, la reale posizione dei picnodonti nell'albero evolutivo dei pesci ossei. La maggior parte dei paleontologi ritiene che questi animali debbano essere considerati parenti prossimi dei teleostei.
I primi rappresentanti dei picnodonti si svilupparono nel corso del Triassico superiore (Brembodus, Gibbodon) e i loro resti sono stati ritrovati in Italia del Nord. Ben presto questi animali si diffusero in gran parte dei mari del globo, e nel corso del Giurassico divennero molto comuni (ad es. Arduafrons, Turbomesodon, Macromesodon, Gyrodus, Mesturus, Proscinetes); prosperarono nel corso del Cretaceo (Stemmatodus, Micropycnodon, Neoproscinetes) ma subirono un declino alla fine del periodo. Gli ultimi esemplari noti, e anche i più grandi, sono dell'Eocene medio (Pycnodus, Nursallia, Palaeobalistum, di Monte Bolca).

### Tassonomia
- Pycnodontiformes (Berg, 1937)[1][2]

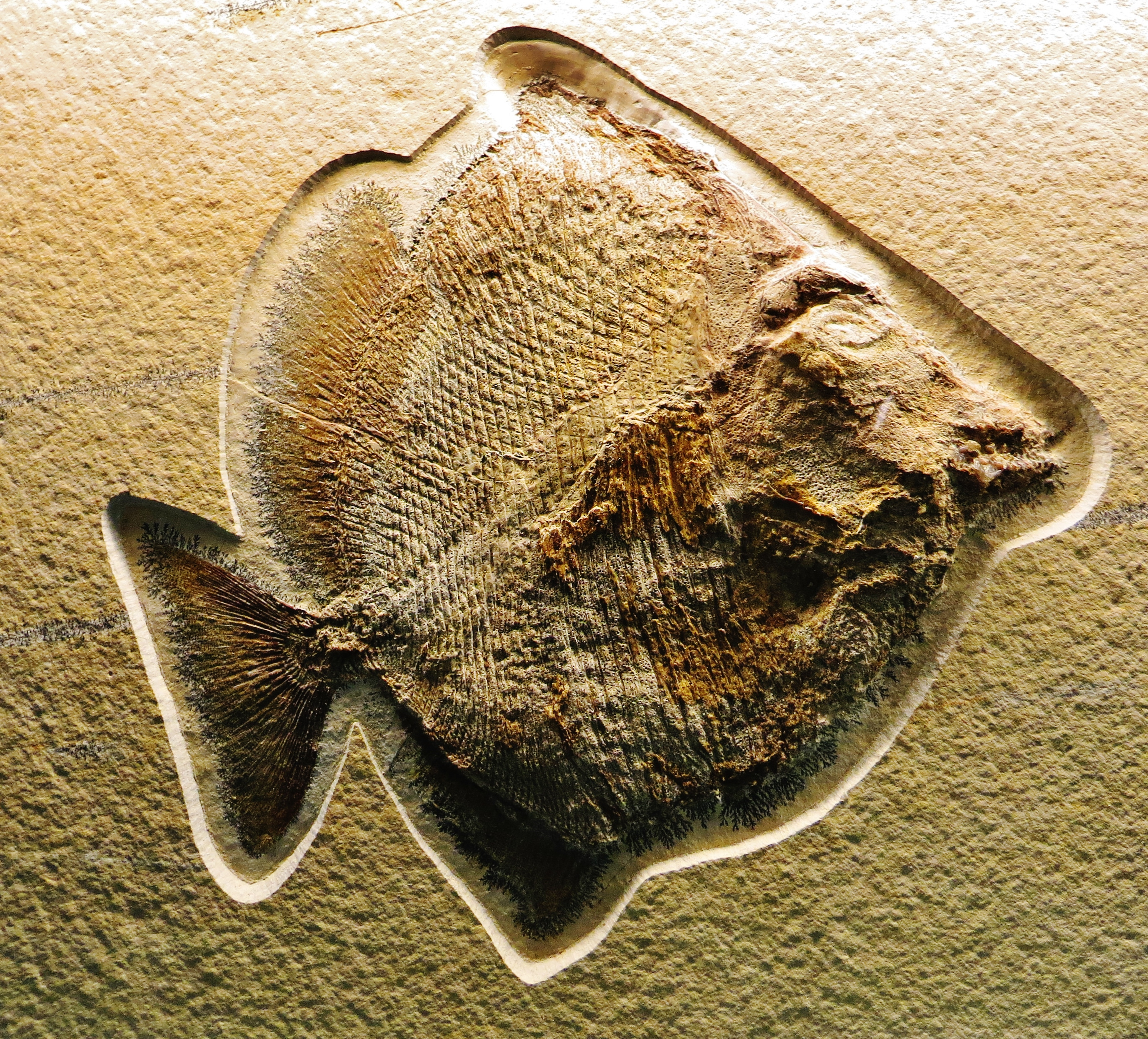
Fossile di Arduafrons prominoris

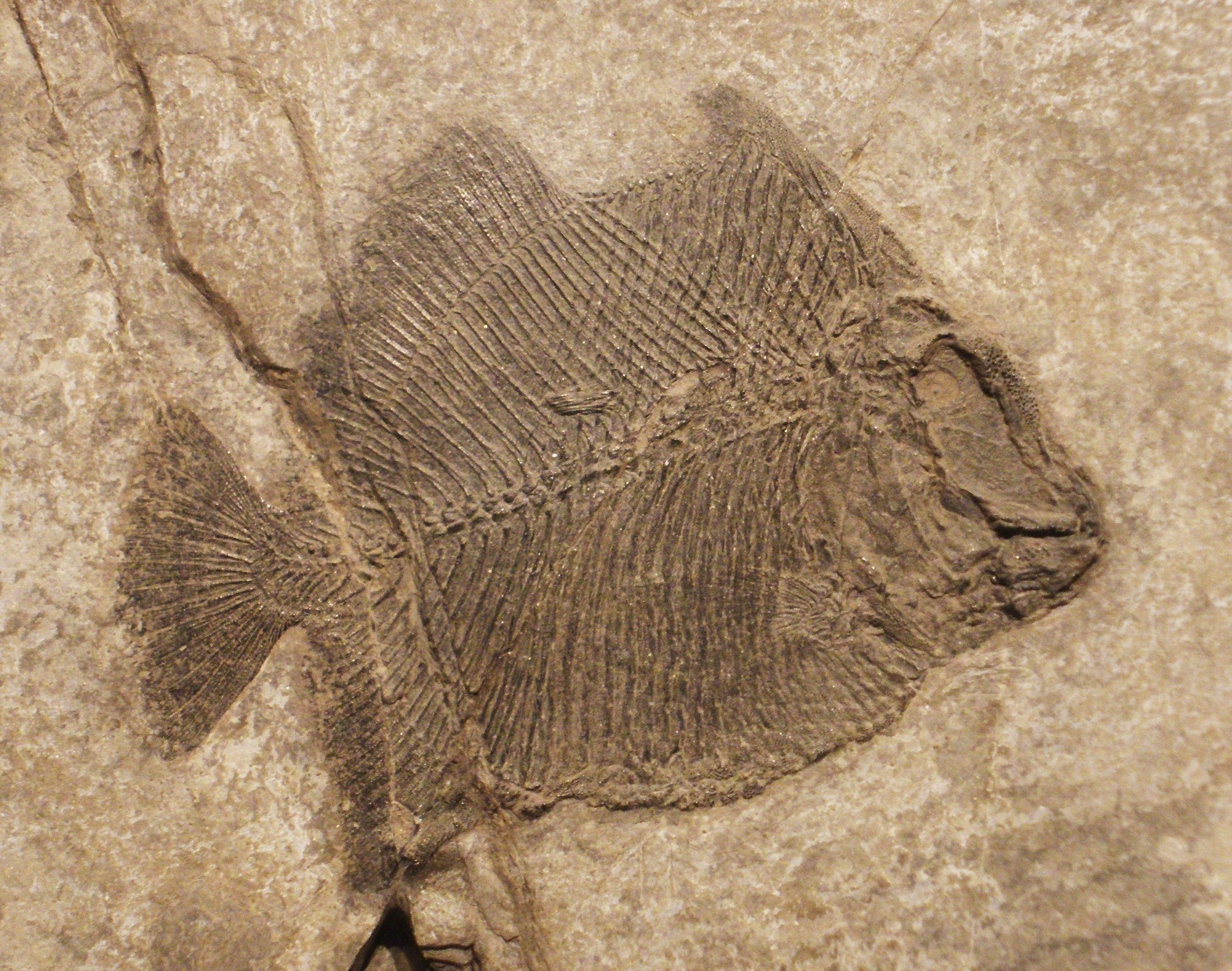
Fossile di Brembodus ridens

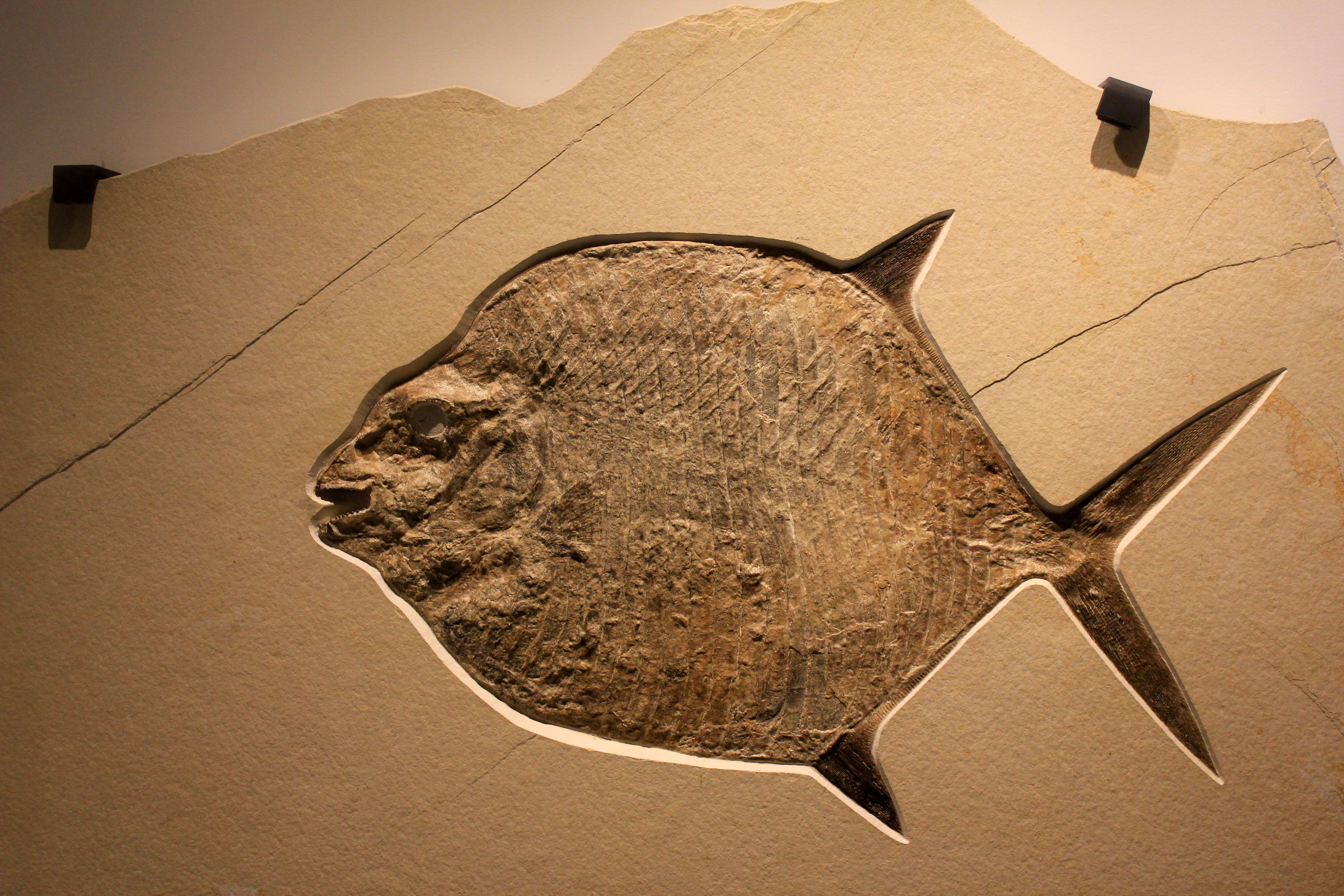
Fossile di Gyrodus circularis

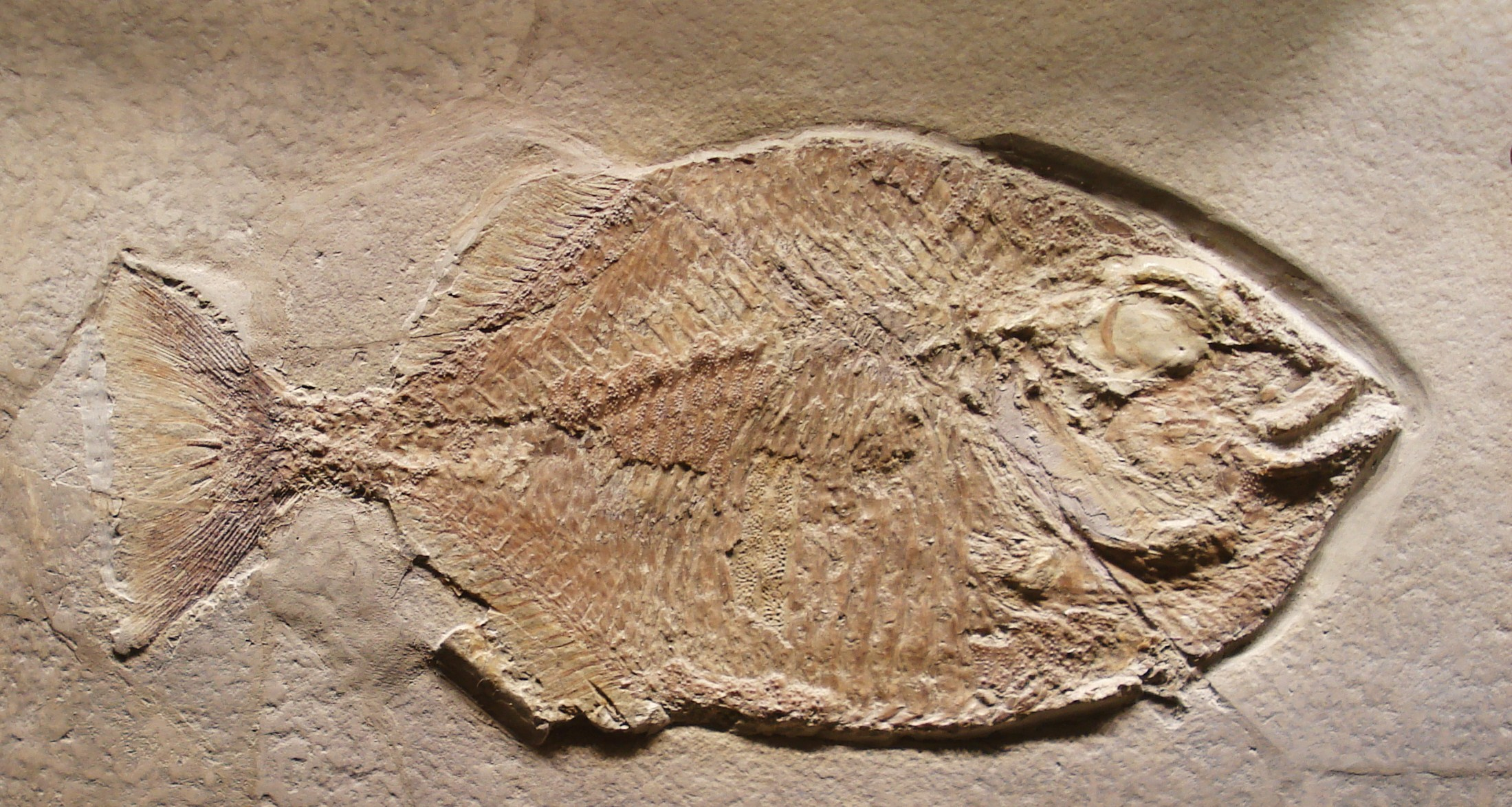
Fossile di Mesturus verrucosus

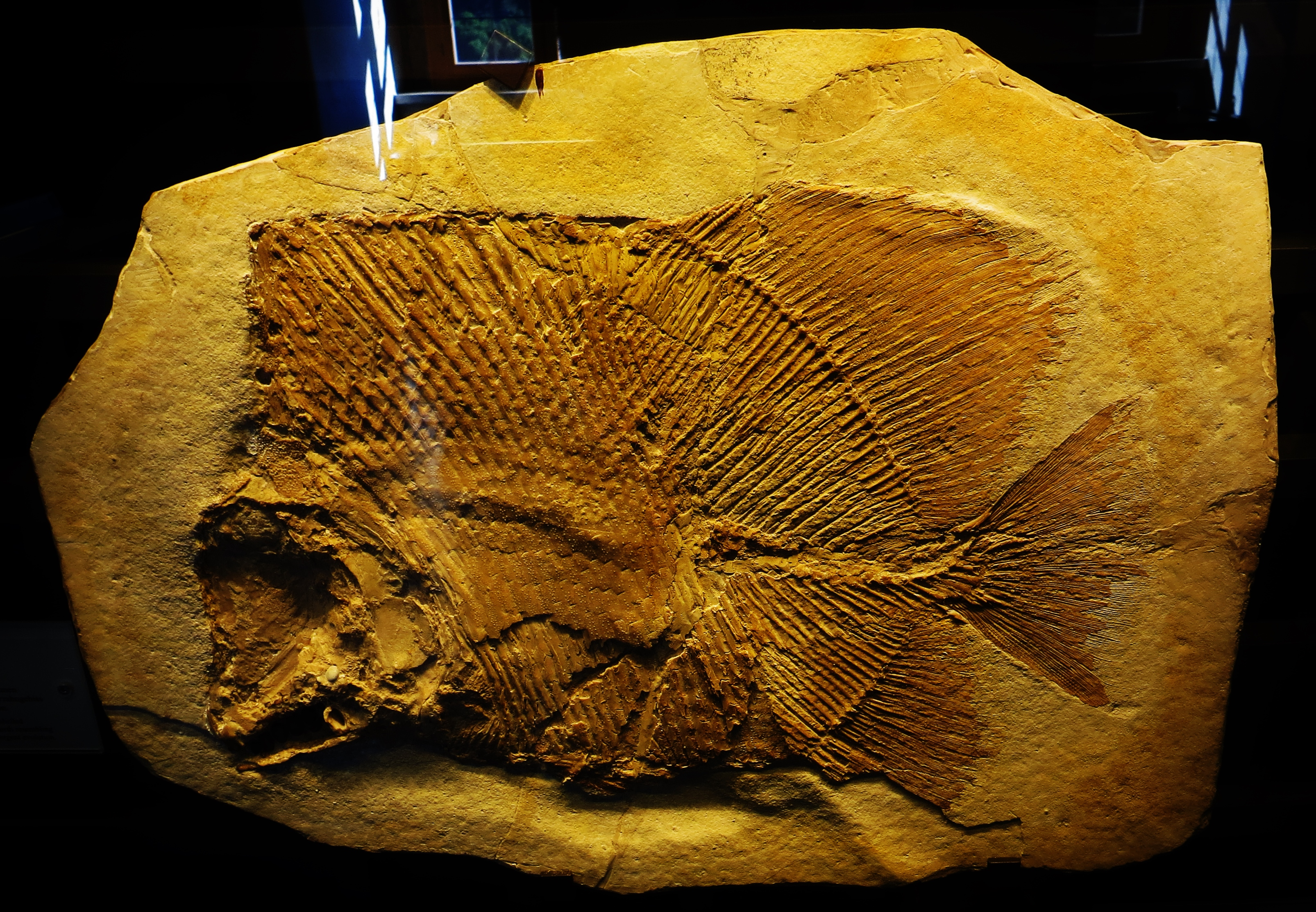
Fossile di Macromesodon macropterus

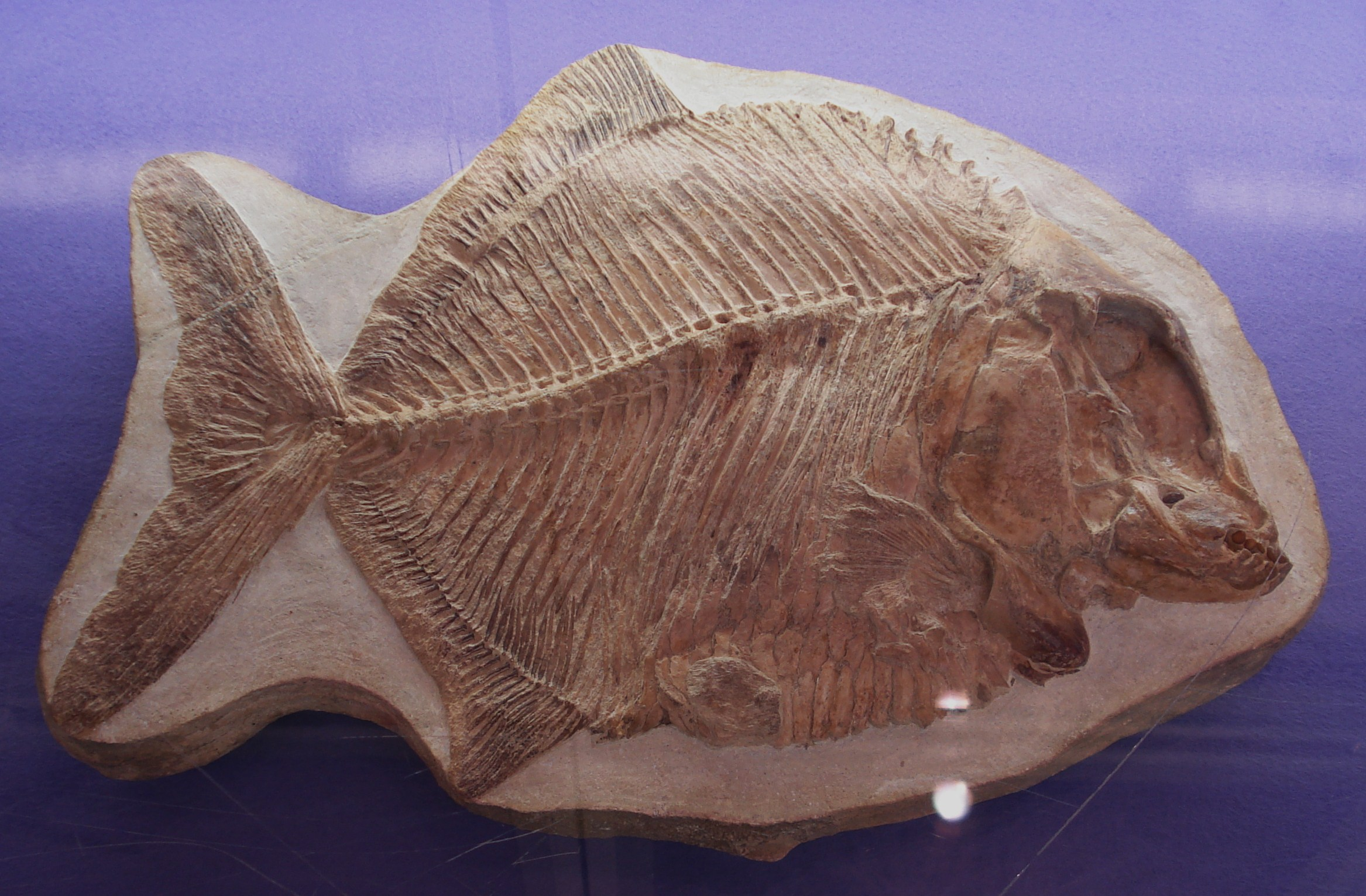
Fossile di Neoproscinetes penalvai

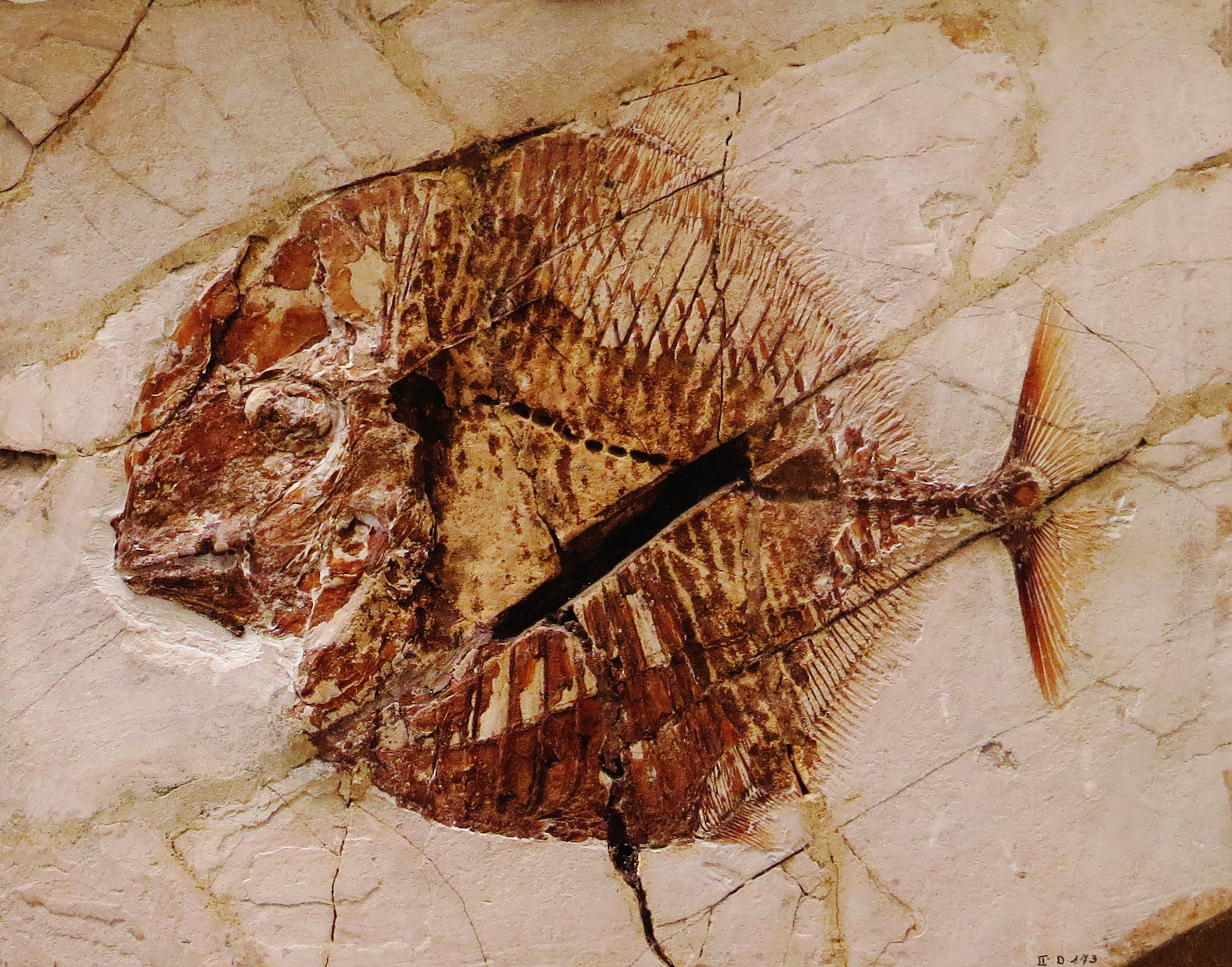
Fossile di Nursallia veronae

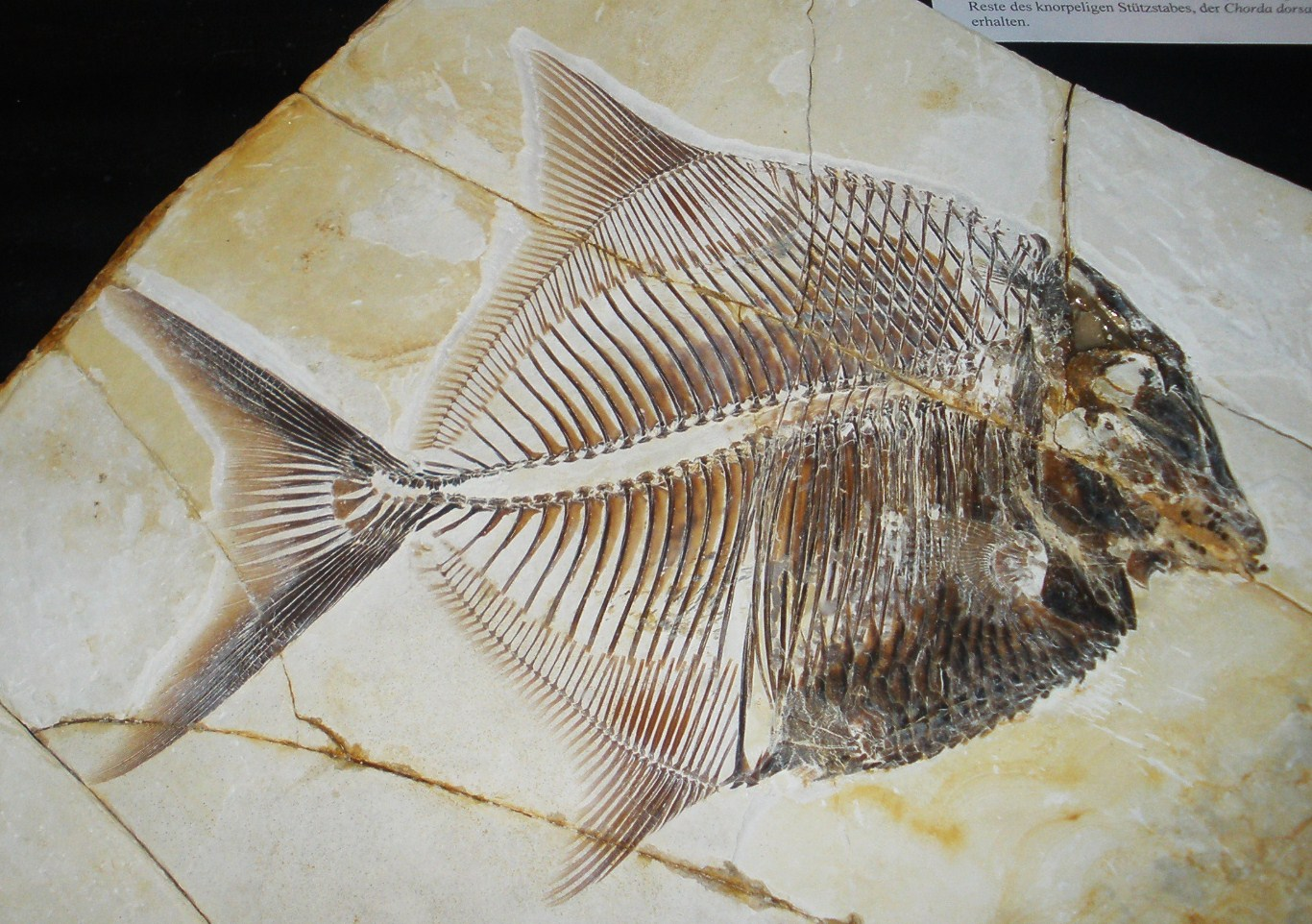
Fossile di Proscinetes cf elegans

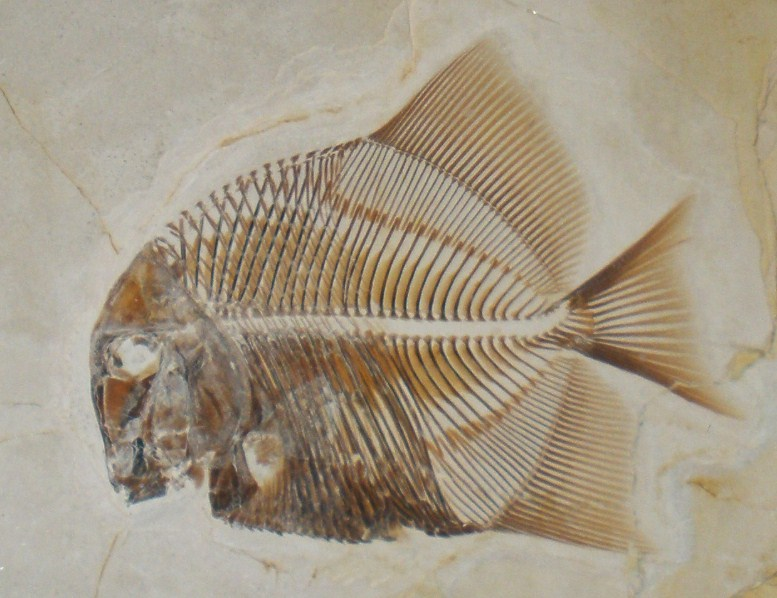
Fossile di Turbomesodon relegans

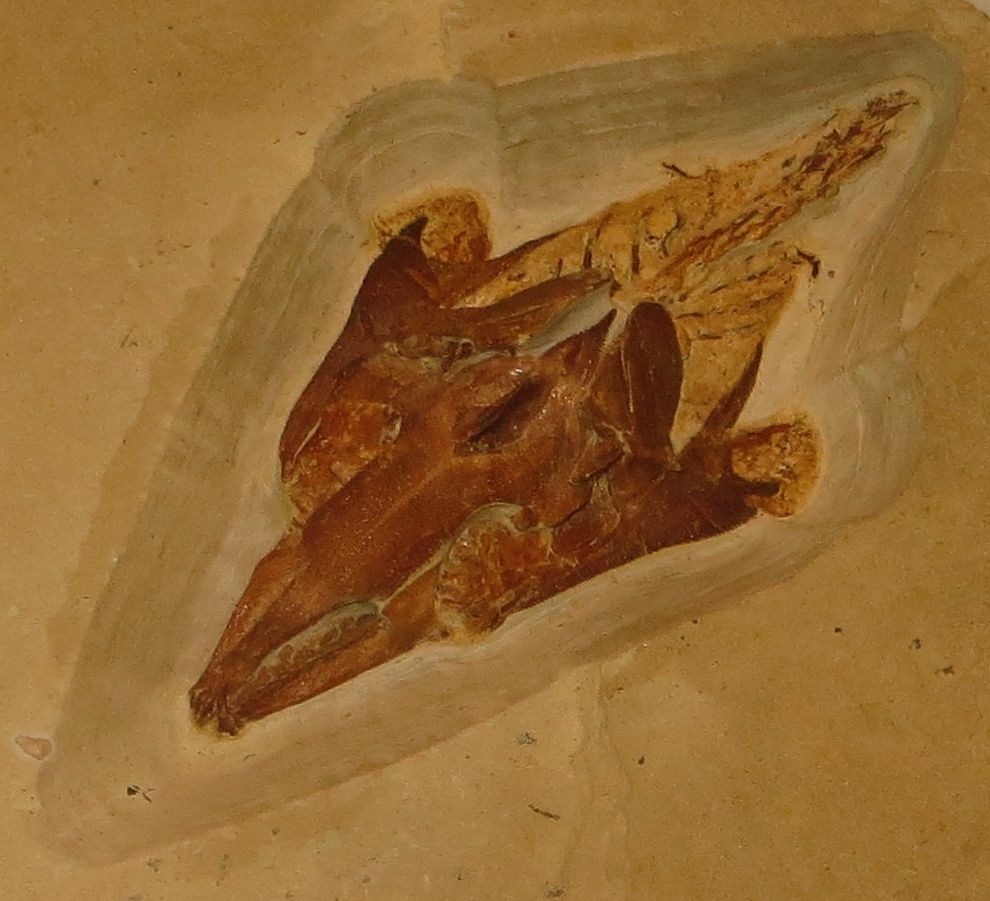
Fossile di Coccodus insignis

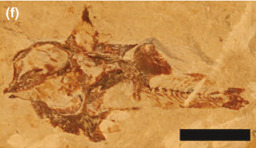
Fossile di Corusichthys megacephalus

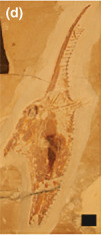
Fossile di Gebreyalichthys uyenoi

  -  ?Acrorhinichthys Taverne & Capasso, 2015
  -  ?Archaeopycnodon Sanchez & Benedetto, 1980
  - Arduafrons Frickhinger, 1991
  -  ?Athrodon le Sauvage 1880 non Osborn, 1887
  -  ?Callodus Thurmond, 1974
  -  ?Ellipsodus Cornuel, 1877
  - Eomesodon Woodward, 1918
  -  ?Grypodon Hay, 1899 [Ancistrodon Dames, 1883 non De Beauvois, 1799 non Roemer, 1852 non Wagler, 1830]
  -  ?Mercediella Koerber, 2012 [Camposichthys Figueiredo & Silva-Santos, 1991 non Travassos, 1946 non Whitley, 1953]
  - Paramesturus Taverne, 1981
  -  ?Piranhamesodon Kölbl-Ebert et al., 2018
  -  ?Pseudopycnodus Taverne, 2003
  -  ?Tergestinia Capasso, 2000
  -  ?Thurmondella Thurmond, 1974 non [Paramicrodon Thurmond, 1974 non de Meijere, 1913]
  -  ?Uranoplosus le Sauvage, 1879
  -  ?Woodthropea Swinnerton, 1925
  - Brembodontidae Tintori, 1981 [Brembodidae; Gibbodontidae Tintori, 1981]
    - Brembodus Tintori, 1981
    - Gibbodon Tintori, 1981

  -  ?Hadrodontidae Thurmond & Jones, 1981
    - Hadrodus Leidy, 1858 [Propenser Applegate, 1970]

  - Gyrodontidae Berg, 1940
    - Gyrodus Agassiz, 1833

  - Mesturidae Nursall, 1996
    - Mesturus Wagner, 1862

  - Pycnodontidae Agassiz, 1833 corrig. Bonaparte, 1845 [Nursalliidae Bloy, 1987; Sphaerodontidae Giebel, 1846; Palaeobalistidae Blot, 1987; Proscinetidae Gistel, 1848; Gyronchidae]
    - Abdobalistum Poyato-Ariza & Wenz, 2002
    - Acrotemnus Agassiz, 1843 (=Macropycnodon Shimada, Williamson & Sealey, 2010)
    -  ?Agassizilia Cooper & Martill, 2020[3]
    - Agoultpycnodus Taverne & Capasso, 2021
    - Akromystax Poyato-Ariza & Wenz, 2005
    - Anomiophthalmus Costa, 1856
    - Anomoeodus Forir, 1887
    - Apomesodon Poyato-Ariza & Wenz, 2002
    - Athrodon Sauvage, 1880
    - Brauccipycnodus Taverne & Capasso, 2021
    - Coelodus Heckel, 1854
    - Costapycnodus Taverne, Capasso & del Re, 2019
    - Flagellipinna Cawley & Kriwet, 2019
    - Gregoriopycnodus Taverne, Capasso & del Re, 2020
    - Haqelpycnodus Taverne & Capasso, 2018
    - Iemanja Wenz, 1989
    - Libanopycnodus Taverne & Capasso, 2018
    - Macromesodon Blake 1905 non Lehman, 1966 [Mesodon Wagner, 1851 non Rafinesque, 1821; Gyronchus Agassiz, 1839; Apomesodon Poyato-Ariza & Wenz, 2002]
    - Micropycnodon Hibbard & Graffham, 1945
    -  ?Neomesturus Cooper & Martill 2020[4]
    - Neoproscinetes De Figueiredo & Silva Santos, 1990
    - Njoerdichthys Cawley, Lehmann, Wiese & Kriwet, 2020[5]
    - Nonaphalagodus Thurmond, 1974
    - Nursallia Blot, 1987
    - Ocloedus Poyato-Ariza & Wenz, 2002
    - Omphalodus von Meyer, 1847
    - Oropycnodus Poyato-Ariza & Wenz, 2002
    - Palaeobalistum Taverne et al., 2015
    - Paranursallia Taverne et al., 2015
    -  ?Phacodus Dixon, 1850
    - Polazzodus Poyoto-Ariza, 2010
    - Polypsephis Hay, 1899 (=Microdon Agassiz 1833 (preoccupied))
    - Potiguara Machado & Brito, 2006
    - Proscinetes Gistl, 1848 [Microdon Agassiz, 1833 non Meigen, 1803 non Fritsch, 1876 non Conrad, 1842 non Gistl, 1848 non Dixon, 1850; Polypsephis Hay, 1899]
    - Pycnodus Agassiz, 1833
    - Pycnomicrodon Hay 1916 non Hibbard & Graffham, 1941
    - Rhinopycnodus Taverne & Capasso, 2013
    - Scalacurvichthys Cawley & Kriwet, 2017
    - Sigmapycnodus Taverne & Capasso, 2018
    - Sphaerodus Agassiz, 1833
    - Sphaeronchus Stinton & Torrens, 1967
    - Stenamara Poyato-Ariza & Wenz, 2000
    - Stemmatias Hay, 1899 [Stemmatodus St. John & Worthen, 1875 non Heckel, 1854 non]
    - Stemmatodus Heckel, 1854 non St. John & Worthen, 1875 non
    - Sylvienodus Poyato-Ariza & Wenz, 2013
    - Tahnaichthys Pacheco-Ordaz et al., 2025
    - Tepexichthys Applegate, 1992
    - Tergestinia Capasso, 2000
    - Texasensis Özdikmen, 2009 (=Callodus Thurmond, 1974 (preoccupied))[6]
    - Thiollierepycnodus Ebert, 2020
    - Tibetodus Young & Liu, 1954
    - Turbomesodon Poyato-Ariza & Wenz, 2004 [Macromesodon Lehman, 1966 non Blake, 1905]
    - Typodus Quenstedt, 1858

  - Serrasalmimidae Vullo et al, 2017[7]
    - Eoserrasalmimus Vullo et al, 2017
    - Damergouia Vullo et al, 2017
    - Diastemapycnodus Abu El-Kheir et al, 2021
    - Polygyrodus White, 1927
    - Serrasalmimus Vullo et al, 2017

  - Coccodontoidea Taverne & Capasso, 2013
    - Congopycnodus Taverne, 2019
    - Stanhopellidae Capasso, 2023
      - Stanhopella Capasso, 2023

    - Coccodontidae Berg, 1940
      - Coccodus Pictet, 1850
      - Corusichthys Taverne & Capasso, 2014
      -  ?Cosmodus le Sauvage, 1879 [Glossodus Costa, 1851 non Agassiz, 1828 ex Spix & Agassiz, 1829 non McCoy, 1848]
      - Hensodon Kriwet, 2004
      - Ichthyoceros Gayet, 1984 [8]
      - Paracoccodus Taverne & Capasso, 2014
      - Trewavasia White & Moy-Thomas, 1941 [Xenopholis Davis, 1887 non Peters, 1869; Xenopholoides Fowler, 1958] [8]

    - Gebrayelichthyidae Nursall & Capasso, 2004
      - Gebrayelichthys Nursall & Capasso, 2004
      - Maraldichthys Taverne & Capasso, 2014

    - Gladiopycnodontidae Taverne & Capasso, 2013[9]
      - Ducrotayichthys Taverne & Capasso, 2015
      - Gladiopycnodus Taverne & Capasso, 2013
      - Hayolperichthys Taverne & Capasso, 2015
      - Joinvillichthys Taverne & Capasso, 2014
      - Monocerichthys Taverne & Capasso, 2013
      - Pankowskichthys Taverne & Capasso, 2014

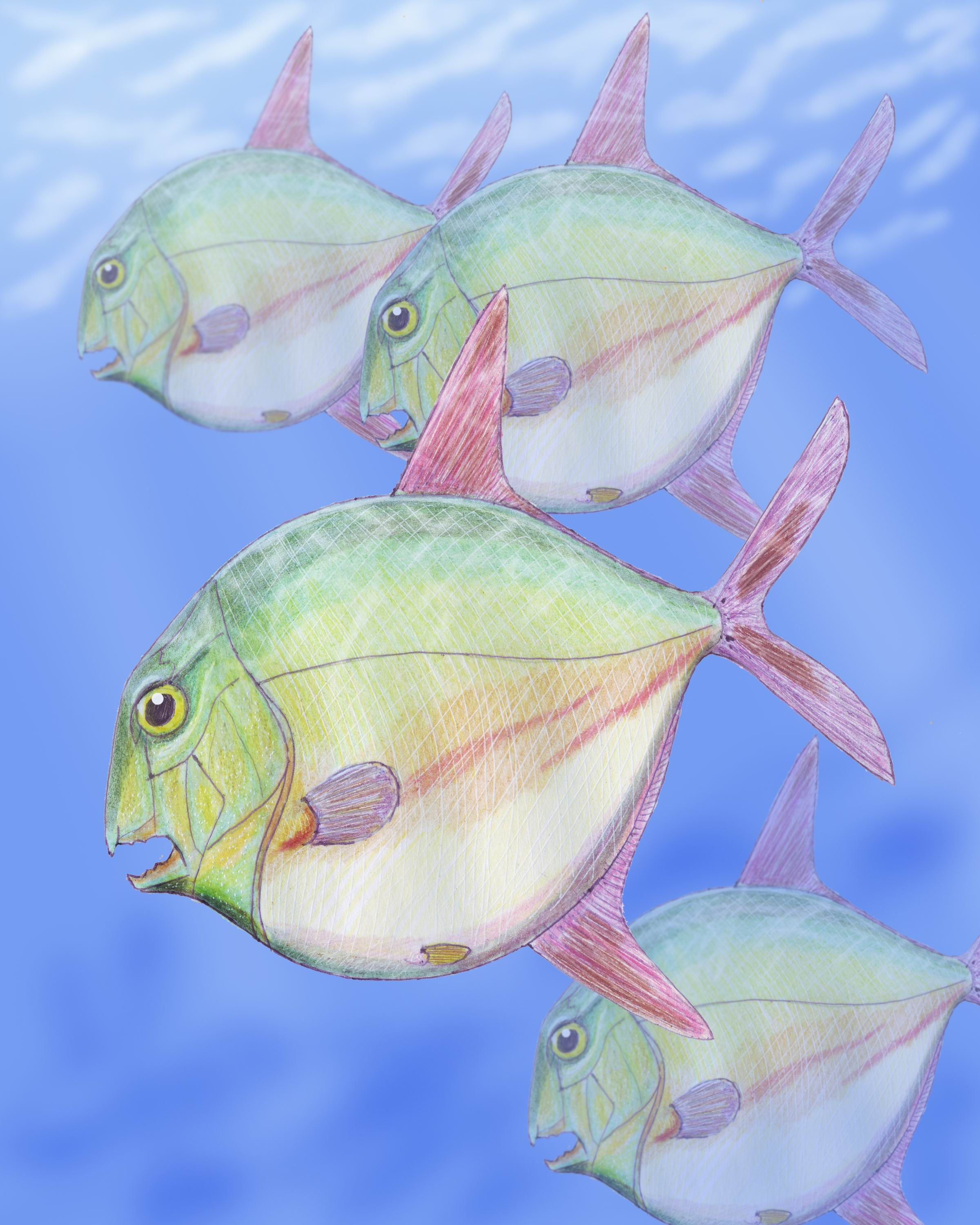
Ricostruzione di Gyrodus

      - Rostropycnodus Taverne & Capasso, 2013
      - Stenoprotome Hay, 1903
      - Tricerichthys Taverne & Capasso, 2015

## Stile di vita
La forma del corpo dei picnodonti fa supporre che questi animali fossero dei nuotatori lenti, che probabilmente vivevano presso le barriere coralline o vicino al fondale. Le scaglie ganoidi, inoltre, non permettevano un nuoto veloce ma fornivano una discreta protezione dai predatori. I picnodonti, probabilmente, si cibavano di animali dal guscio duro grazie ai denti a scalpello posti nella parte anteriore delle mascelle, mentre con i denti tondeggianti trituravano il guscio delle loro prede.